# 1807 en Grèce ottomane
Chronologie de la Grèce
- 1803
- 1804
- 1805
- 1806
- 1807
- 1808
- 1809
- 1810
- 1811

Cette page concerne les évènements survenus en 1807 en Grèce ottomane  :

## Événement
- Nouvelle invasion ottomane de Magne (en).
- Domination française dans les îles Ioniennes (en) (1807–1814), occupation de la république des Sept-Îles par le Premier Empire français conformément aux traités de Tilsit.

## Naissance
- Sophoklís Evangelinós Apostolídis (el), lexicographe et professeur d'université.
- Frangískos Lambrinós Domenegínis (el), personnalité politique, poète et compositeur musical.
- Fílon Fílonos (el), personnalité politique.
- Themistoklís Trikoúpis (el), militaire.
- Nikólaos Varzélis, marchand grec et consul de Russie à Arta et Preveza.

## Décès
- Dmitri Alexandrovitch Loukine (ru), officier de la marine russe.
- Nikotsáras (el), pirate.